# San Nicola la Strada
San Nicola la Strada là một đô thị ở tỉnh Caserta trong vùng Campania của Ý, có vị trí cách khoảng 25 km về phía đông bắc của Napoli và khoảng 2 km về phía nam của Caserta. Tại thời điểm ngày 31 tháng 12 năm 2004, đô thị này có dân số 19.975 người và diện tích là 4,7 km².
San Nicola la Strada giáp các đô thị: Capodrise, Casagiove, Caserta, Marcianise, Recale, San Marco Evangelista.